# بیوک رانداوو
بیوک رانداوو (Buick Rendezvous) خودرویی است که در سال‌های ۲۰۰۱ تا ۲۰۰۷تولید شده‌است. طراحی آن موتور جلو، خودرو محور جلو، خودرو چهار چرخ محرک بوده است.